# 564280 Tudorica
564280 Tudorica è un asteroide della fascia principale. Scoperto nel 2013, presenta un'orbita caratterizzata da un semiasse maggiore pari a 2,9937786 au e da un'eccentricità di 0,1492646, inclinata di 11,03194° rispetto all'eclittica.
L'asteroide è dedicato all'astronomo rumeno Alexandru Tudorica.